# Занатски дом у Београду
Занатски дом у Београду је непокретно културно добро и споменик културе Града Београда. Зграда је подигнута 1933. године, за потребе Удружења занатлија. Зграда се налази на адреси Хиландарска бр. 2 у Београду и у њој се данас налази Радио Београд.

## Историјат
Занатски дом је подигнут на бившем имању Јована Кујунџића, на ком је он својевремено држао кафану Код два бела голуба. Зграда у којој је радила ова кафана саграђена је 1841. године, а срушена је након усвајања пројекта изградње Занатског дома. У знак сећања на њу Светогорска улица дуго је носила назив Два бела голуба.
Године 1911. Удружење занатлија основало је Фонд Занатског дома, а већ наредне године купљен је и плац за изградњу дома. По угледу на друге друштвене домове, имало је за циљ да се на једном месту окупе све до тада основане занатске установе. Таква могућност указала се 1914. године, када су различити занатски фондови прикупили средства и започели зидање дома према пројекту архитекте Данила Владисављевића из 1912. године. Изградњу Занатског дома је прекинуо рат, па је градња одложена до 1931. године, кад је пројектовање поверено архитекти Богдану Несторовићу. Зграда је завршена 1. маја 1933. године.

## Архитектура
Занатски дом је пројектован у духу архитектуре позног модернизма и ар декоа. Конципиран је као угаона грађевина са централним трактом кружне основе и два бочна крила дуж улица Хиландарске и Светогорске. Однос залученог централног и равних бочних делова потенциран је средишњом двостепеном кулом. Масивност угаоног дела зграде олакшана је колонадом у приземљу и завршном спрату. По жељи породице Кујунџић, која је продала плац за изградњу овог дома, на фасади зграде налазе се фигуре два бела голуба. Наиме, вајар Никола Лукачек израдио је на фасади скулптуралну групу Ковач, занатлију са својим помоћником, представљену у виду младог човека и детета, симбола две младе генерације, уз неколико занатлијских алата, чекића, наковња, клешта, столарског шестара и маказа, где је поред наковња сместио и два бела голуба, а ова композиција се налази изнад главног улаза у објекат, у централној зони првог спрата. Елементи модерног стила ар декоа на овом монументалном здању су прочишћена колонада приземља и призматичне лантерне (лампе), хоризонтално повезани отвори на спратовима, степенасте зидне равни, залучене форме венаца и испуста, постављена скулптура на конзоли у посебном пољу за скулптуру, вертикала на фронталном делу завршетка куле, на којој је стајао натпис „Занатски дом“, као и декоративни хоризонтални акценти на парапетима и стубовима горњих нивоа куле. Ова зграда је била један од најмонументалнијих објеката у архитектури Београда између два светска рата. Занатлије су га звале „Главни дом“, а савременици су стил зграде описивали као „монументалан“ и „модеран“. И данас је један од маркантнијих здања престонице.
У Занатском дому, када је отворен за јавност, постојала је кафана, затим ресторани, канцеларије, биоскоп „Авала“, као и хотелске просторије. Од 1947. године у згради се налази Радио Београд. Зграда и унутрашњи простор том приликом адаптирани су за потребе једне радио станице. Просторије ресторана у приземљу претворене су у музички и драмски студио, а у некадашње хотелске собе и канцеларије смешта се редакција.
Због посебних културно-историјских и архитектонско-урбанистичких вредности Занатски дом у Београду је утврђен за споменик културе (Одлука, „Сл.лист града Београда бр. 23/84“).